# Ernest Austin
Ernest Austin   (Londres, 31 de desembre de 1874 - Wallington, 24 de juliol de 1947) fou un compositor anglès, germà de Frederic (1872-1951) baríton i també compositor 
Compositor autodidacte, va abordar tots els gèneres, des del poema simfònic al lied, mostrant especial afecte per l'antic folklore nacional, inspirador de la majoria de les seves produccions. La més coneguda de les seves obres orquestrals és una sèrie de variacions titulada The Vicar of Bray, estrenada el 1910.
Va produir molta música de cambra, de la que se'n publicaren diversos trios, entre ells un molt interessant sobre antigues cançons angleses (op. 65). La seva obra de més volada fou el poema narratiu per a orgue, The Pilgrim's Progress.
Són particularment interessants d'aquest autor les seves cançons i les stanzas per a piano.